# All Quiet on the Western Front (1930)
All Quiet on the Western Front is een Amerikaanse oorlogsfilm uit 1930. Ze geldt als een van de bekendste anti-oorlogsfilms. Het verhaal is gebaseerd op de gelijknamige roman uit 1929 van de Duitse auteur Erich Maria Remarque. De film heeft twee Oscars gewonnen, waaronder voor de regie van Lewis Milestone. Ze is in zwart-wit en heeft de Kijkwijzer van ‘Geweld’ en ‘Mogelijk schadelijk tot 16 jaar’.

## Verhaal
Enkele Duitse scholieren worden aan het begin van de Eerste Wereldoorlog door hun leraar aangemoedigd om hun vaderland te gaan dienen. Ze denken dat het een spannend avontuur zal worden. Tijdens hun opleiding in de kazerne komen ze van een koude kermis thuis. Na aankomst aan het front worden ze geconfronteerd met de gruwelen van de oorlog.

## Taal
De film is Engels gesproken. Afstanden worden volgens het Angelsaksische systeem in mijl genoemd. In de scènes met de plaatselijke vrouwen is hierop een uitzondering, want daarin spreken de vrouwen Frans. Het gezang van de Duitse soldaten gaat in het Duits. De film is in verschillende talen ondertiteld, waaronder het Nederlands.

## Verschillen met het boek
In het boek tekent hoofdpersoon Paul Baumer graag vogels. Aan het einde wordt hij tijdens het tekenen van een vogel doodgeschoten. In de film is hier geen aandacht voor en is er in de laatste scene een vlinder.

## Ontvangst
In december 1930 kwam de film in de Duitse bioscopen. Bij vertoningen kwam het geregeld tot opstootjes. De reden hiervan was dat sommigen vonden dat ‘de eer van de Duitse soldaten’ bezoedeld werd. Uit ultranationalistische kringen kwam daarnaast weerstand omdat de regisseur en de producent Joden waren. Na de machtsgreep van de nazi’s in 1933 werden boek en film verboden. De bioscoop in de Nederlandse grensplaats Enschede kreeg veel bezoek van Duitsers die de film toch wilde zien.
VPRO gaf vijf uit vijf sterren: ‘Een schitterende verfilming (..) Prachtig gespeeld en geregisseerd met talrijke gedenkwaardige scènes en een onvergetelijk slot.’

## Productie
De regie heeft Lewis Milestone gedaan. Hij was tijdens de oorlog als Amerikaans soldaat verantwoordelijk voor het bewerken van oorlogsbeelden. De opnames duurden van november 1929 tot en met maart 1930. Deze opnames waren in de studio in Californië en ook op locatie. Bij de opnames waren er 2.000 veteranen als figurant. Bij de laatste scène met de vlinder waren de acteurs niet meer beschikbaar. Daarom is Milestones hand hier in beeld. Naast de geluidsfilm was er ook een versie zonder geluid, omdat bij het uitkomen veel bioscoopzalen hier nog niet geschikt voor waren.

## Andere filmversies
Het boek is zowel in 1979 als in 2022 nogmaals verfilmd.

## Prijzen
De film won in 1930 de Oscar voor beste film en Oscar voor beste regisseur.

## Rolverdeling

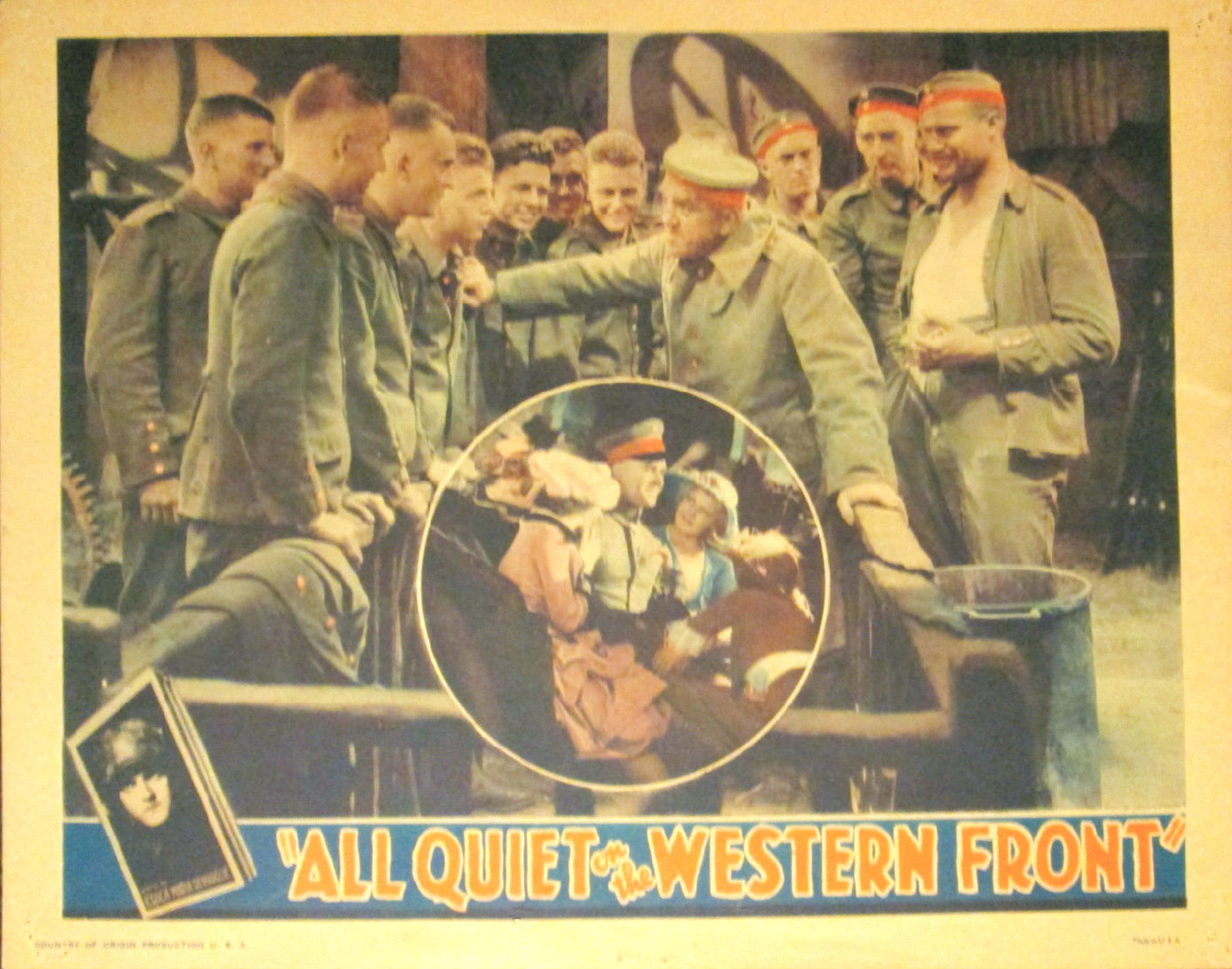
Scène uit de film.

| Acteur            | Personage       |
| ----------------- | --------------- |
| Louis Wolheim     | Kat             |
| Lew Ayres         | Paul            |
| John Wray         | Himmelstoss     |
| Arnold Lucy       | Kantorek        |
| Ben Alexander     | Kemmerich       |
| Scott Kolk        | Leer            |
| Owen Davis jr.    | Peter           |
| Walter Rogers     | Behn            |
| William Bakewell  | Albert          |
| Russell Gleason   | Mueller         |
| Richard Alexander | Westhus         |
| Harold Goodwin    | Detering        |
| Slim Summerville  | Tjaden          |
| G. Pat Collins    | Bertinck        |
| Beryl Mercer      | moeder van Paul |
| Arthur Gardner    | Scholier        |